# Jaculus jaculus
Jaculus jaculus là một loài động vật có vú trong họ Dipodidae, bộ Gặm nhấm. Loài này được Linnaeus mô tả năm 1758.

## Hình ảnh

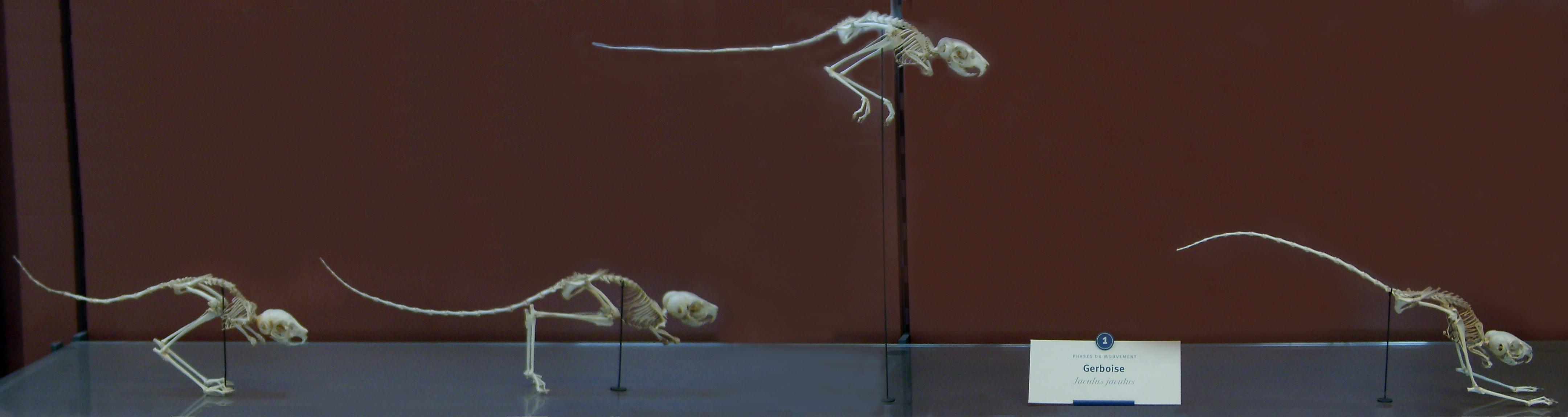
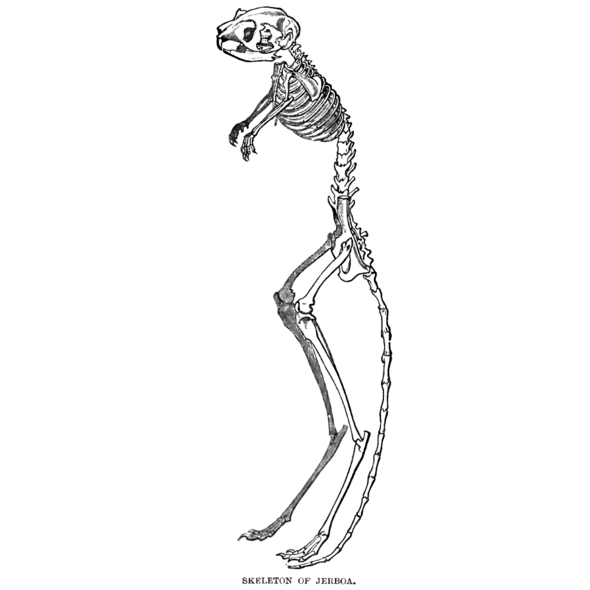
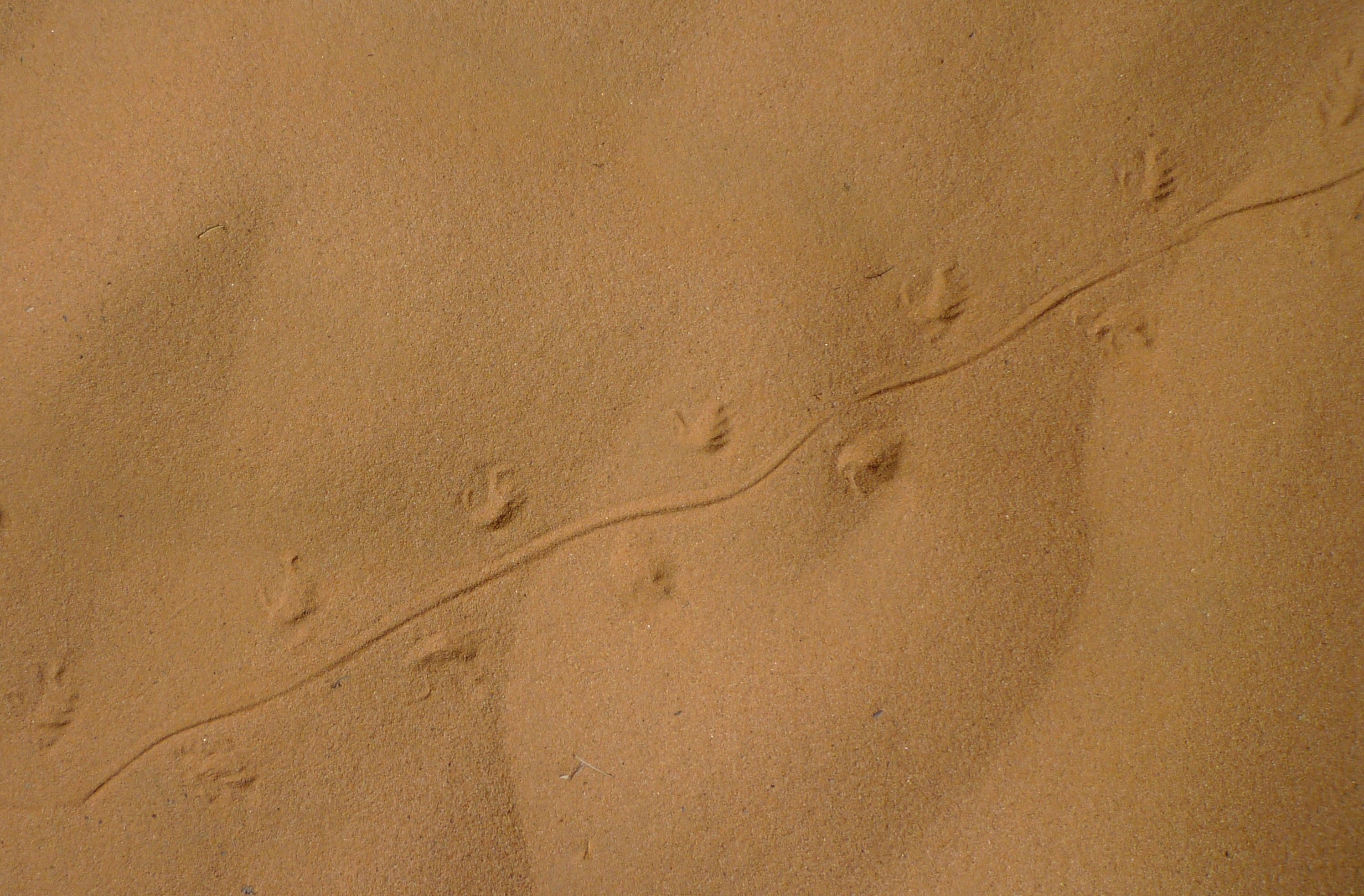
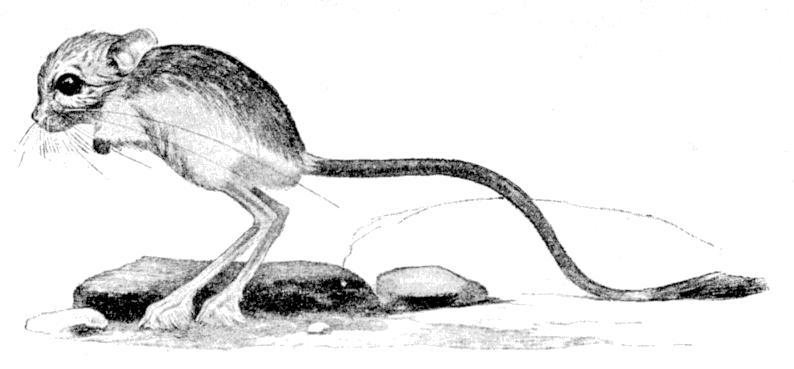